# Yuyee Alissa Intusmith
Alissa "Yuyee" Intusmith (en tailandés ยู่ยี่ อลิสา อินทุสมิต, 10 de agosto de 1973), anteriormente conocida como Chatchaya Cuesta Ramos (en tailandés ชัชชญา เกวสต้า รามอส), Alis Aintu Smythe o Chatchaya Kawasaram (nombre de nacimiento), es una cantante, actriz y exmodelo tailandesa. 
Su mayor éxito como cantante ha sido la canción «Chongpensuk Pensukkhathoet» (en tailandés จงเป็นสุข เป็นสุขเถิด), que llegó al top 5 de las listas de Tailandia, mientras trabajaba con la compañía GMM Grammy.[cita requerida]
En España se le conoce por ser la exesposa de Frank Cuesta, protagonista del programa de televisión Frank de la jungla, y madre de sus tres hijos. En junio de 2014 fue condenada a 15 años de cárcel y una multa de 1,5 millones de bahts (39.900 €) por tráfico de cocaína en Tailandia. Cuesta ha denunciado que se trata de un caso de corrupción, que no hay pruebas ni rastros de drogas, y que la supuesta cantidad es, en cualquier caso, irrisoria. Yuyee fue finalmente puesta en libertad el 12 de noviembre de 2020, después de 2345 días (6 años y 5 meses) de condena y sus cargos relacionados con la droga fueron eliminados por falta de pruebas.